# 佐久間由枝
佐久間 由枝（さくま ゆき、1978年9月22日 - ）は、マセキ芸能社に所属していた日本の元女優。

## 来歴・人物
小学生の時に家族で向ヶ丘遊園に行った時に、イベント会場のステージで歌っていた酒井法子を観て「すごい」と思ったことが、自分に芸能界に興味を持たせるきっかけとなったという。
1995年、週刊ヤングマガジンの「女子高生水着COLLECTION'95」において人気投票1位を獲得した。雑誌「SPA!」の「中森文化新聞」コーナーにて、同コーナー公認アイドル第2号となる。
特技は陸上競技。当時（1995年）公表していたサイズは、身長156cm、B87cm、W59cm、H88cm。血液型O型。

## 出演

### ドラマ
- 月曜ドラマスペシャル（TBS）
  - 保険調査員 しがらみ太郎の事件簿3「讃岐殺人事件」（1997年4月28日）
  - 監察医 薮野善次郎5（1998年5月11日）
  - 監察医 薮野善次郎6（1998年10月19日）
  - 監察医 薮野善次郎7（1999年4月26日）
  - 監察医 薮野善次郎8（2000年8月7日）
- 月曜ドラマ・イン（テレビ朝日）
  - ふたり～Wherever You Are～ 第4話（1997年5月5日）
  - ガラスの仮面 第2話 - 第4話（1997年7月14日 - 7月28日）
  - 研修医なな子 第7話（1997年11月24日）
  - おそるべしっっ!!!音無可憐さん（1998年1月5日 - 3月16日）
  - ガラスの仮面2 第1話（1998年4月13日）
- 渥美清のああ、青春日記（1997年9月24日、フジテレビ）
- '98新春ドラマスペシャル 味いちもんめ「幻の名料亭VS料理の達人 雪の函館旅情編」（1998年1月2日、テレビ朝日）
- 女教師（1998年7月2日 - 9月17日、テレビ朝日）
- せつない〜TOKYO HEART BREAK〜 第23話「制服」（1998年9月9日、テレビ朝日）
- 君の手がささやいている 第二章（1998年10月1日、テレビ朝日）
- 外科医・夏目三四郎 第1話（1998年10月15日、テレビ朝日）
- 大好き!五つ子シリーズ（TBS） - 西園寺(楠)小百合 役
  - 大好き!五つ子（1999年8月2日 - 9月10日）[4]
  - 大好き!五つ子2（2000年7月24日 - 9月1日）[5]
  - 大好き!五つ子3（2001年7月23日 - 8月31日）[6]
  - 大好き!五つ子4（2002年7月22日 - 8月30日）
  - 大好き!五つ子6（2004年7月19日 - 9月3日）[7]
- 編集王（2000年10月10日 - 12月19日、フジテレビ）
- 月曜ミステリー劇場 監察医 薮野善次郎9（2001年5月21日、TBS）
- 恋人はスナイパー（2001年10月11日、テレビ朝日）
- 九龍で会いましょう（2002年4月12日 - 6月28日、テレビ朝日） - 吉沢えり 役
- ぼくが地球を救う（2002年7月4日 - 9月12日、TBS） - 巣鴨久美 役

### ラジオ
- 10-NIGHTS STORIES（1999年10月、JFN）

### 舞台
- MASEKIユース第一回公演『サトル』（1999年2月、スペース107）